# 女も男もなぜ懲りない
『女も男もなぜ懲りない』（おんなもおとこもなぜこりない）は、フジテレビ系列で、1987年10月15日から1988年1月7日まで「ナショナル木曜劇場」（当時）の枠で放送されたテレビドラマである。
オーストラリアの建国200年記念を翌年に控え、シドニーやパースなどでロケーション撮影された。

## 概要
1984年からフジテレビで制作されてきた「ワールドドラマシリーズ」の第4弾（『オレゴンから愛』、『アルザスの青い空』、『ライスカレー』に続く）。

## あらすじ
1人の男性ツアーコンダクターが、日本とオーストラリアを往復しながらの、恋、笑い、生き方、そこで織りなされる人間模様を描いた作品。
プレイボーイのツアーコンダクターである弘（中井貴一）に遊ばれた同僚の女子社員のために仕返しを企んだスーパーの店員3人組のなつ美（国生さゆり）、静（五代眞弓）、藤倉典子（財前直見）は、弘がツアーコンダクターを務めるオーストラリアツアーに参加する。弘には恋人の亜希（和由布子）がおり、亜希は弘の女癖の悪さに呆れながらも付き合いは続いていた。しかし、シドニーのビーチで弘がなつ美にキスをしている現場を亜希が目撃し、三角関係が幕を開ける。

## キャスト
- 片山弘：中井貴一
ニュートラベル勤務のツアーコンダクター。
- 滝なつ美：国生さゆり
スーパーのレジ打ち係。
- 片山邦子：草笛光子
弘の母。夫は他界し、弘と同居している。
- 矢吹一彦：柴俊夫
弘の異母兄で離婚歴がある。オージー商会の社長。
- 矢吹安代：佐々木すみ江
一彦の母で、文房具店経営している。
- 岩下五郎：角野卓造
ニュートラベルの部長。弘の上司。
- 岩下令子：新橋耐子
五郎の妻。五郎の浮気に目を光らせている。
- 桂木亜希：和由布子
プロカメラマンで、弘の恋人。
- 田村麻子：島村佳江
一彦の元妻。
- 平林哲：せんだみつお
ニュートラベルの課長。弘の上司で、仕事ができないエロオヤジでもある。
- 相沢秋夫：佐渡稔
ニュートラベルの主任。弘の上司で、平林の腰巾着。
- 河合静：五代眞弓
- 藤倉典子：財前直見
上記2名はなつ美の同僚。
- リチャード：リチャード・ハン
ニュートラベルのシドニー営業所員。
- 久保エリ：河合亜美
- 西京子：秋田久美子
上記2名はニュートラベルの女子社員。
- 沖田：田所完一
酒処いろはの店主兼板前。
- 沖田多代：田岡美也子
酒処いろはの女将、沖田の妻。
- 貝塚久美：佐々木美須加
五郎の浮気相手。
- 梶本龍尚：永瀬正敏（第9、10話のみ）
なつ美の中学高校の同級生で、なつ美に片思いしている。

## スタッフ
- 脚本：松原敏春
- 演出：牛窪正弘、阿部久
- プロデューサー：中村敏夫、牛窪正弘
- 音楽：風戸慎介
- 主題歌：中井貴一『愛しのサブリナ』／国生さゆり『恋は遠くから』

## 小ネタ
オーストラリアロケの場面で使われる音楽の中には、ワルチング・マチルダがBGMとして軽妙なリズムで流れている。
第11話、ビデオテープの中でなつ美が自分の嘘の体験を弘に向かってカミングアウトしているシーン。自分に声をかけてきた大学生についてのくだりで、「（その彼は）成蹊大学の学生さん」という箇所がある（中井貴一は成蹊大学経済学部卒である）。
第11話、中井貴一と草笛光子の自宅での母子シーンの際、自宅のテレビ画面に映っていたのは中井の実父である佐田啓二。1957年に放映された松竹映画の「集金旅行」の終盤、佐田啓二が「むちゃくちゃでごじゃりまするよ」という花菱アチャコの持ちネタを披露する名シーンがちょうど流れている。この画面をうっとりとみながら草笛が中井に向かって、「あらぁ、懐かしい人が出てる。この人（佐田啓二）、お前の亡くなったお父さんに似てないかい?今みてもいい男...」と言う。中井はそれに対して「えー、そうですかねぇ?」と懐疑的な反応をしている。
| フジテレビ系 ナショナル木曜劇場 | フジテレビ系 ナショナル木曜劇場 | フジテレビ系 ナショナル木曜劇場 |
| 前番組                          | 番組名                          | 次番組                          |
| ------------------------------- | ------------------------------- | ------------------------------- |
| 熱くなるまで待って!             | 女も男もなぜ懲りない            | 窓を開けますか?                 |